# ヤマハ・SG
ヤマハ・SG（エスジー）はヤマハのエレクトリックギターである。海外(特にアメリカ)ではギブソン・SGと混同されがちな事から、モデル名がSBGと改められている。

## 概要
現行モデルには、セイモア・ダンカン社製ピックアップを搭載したSG1820、SG1802と、EMG社製アクティブピックアップを搭載したSG1820Aの合計3種がラインアップされている。

## 歴史
初期のSGは、現行SGとボディシェイプはまったく別物で、当時のグループ・サウンズ・シーンを髣髴させるデザインとなっている。
- 1966年
  - SG-2, SG-3 - ジャズマスター風
  - SG-5 - いかにもグループ・サウンズ風なモデル。寺内タケシが「ミュージック・ブレイカー」誌において世界三大ギタリストに選ばれたことを記念して寺内タケシとブルージーンズの独自モデルを作るために開発されたが、開発途中に勝手に販売したためにブルージーンズの名前は使われなかった。
  - SG-7 - SG-5の高級版
- 1967年
  - SG-2A - SG-5の廉価版
  - SG-5A - SG-5の後継
  - SG-7A - SG-7の後継
  - SG-12A - SG-5の12弦タイプ。
- 1968年
  - SG-2C, SG-3C
- 1972年
  - SG-40 - レスポール・スペシャルの角を落としたような形状。フロントピックアップが斜めにセットされている。またブリッジとテールピースは一体となっている。
  - SG-60 - SG-40の上位モデル
  - SG-80 - SG-40の最上位モデル。フロントとリアのピックアップが異なる。
  - SG-45 - フロントピックアップが弦に対して垂直にマウントされる。
  - SG-65 - SG-45の上位モデル
  - SG-85 - SG-45の最上位モデル
- 1973年
  - SG-30 - はじめて現行のSGらしいシェイプになったモデル。ボディシェイプ、ピックアップスイッチの位置等、後のSGよりはギブソン・SGに近い。
  - SG-35
- 1974年
  - SG-50 - ピックアップスイッチは低音側に配置され、現行により近くなる。ピックガードはまだボディに張り付いている。
  - SG-70
  - SG-30A
  - SG-35A
  - SG-90
  - SG-175 - ピックガードがボディからフロートして装着されるようになり、細部がほぼ現行のSGと同じ形状になる。
- 1976年
  - SG-500
  - SG-700
  - SG-2000 - Tクロスメイプル・スルーネック仕様　トラスロッドカバーに音叉マークが表示される
  - SG-1000
- 1977年
  - SG-1000L - SG-1000のレフト・ハンド仕様
- 1979年
  - SG-600 - SG-500の後継
  - SG-800 - SG-700の後継
- 1981年
  - SG-1500 - スルーネック仕様
  - SG-800S - SG-600/800の後継
- 1982年
  - SG-3000 - Tクロスメイプル・スルーネック仕様。メキシコ・アバロンによるボディバインディングが特徴。
- 1983年
  - SG-510
  - SG-1000N　- SG-1000のボディを薄くして軽量化を図ったモデル。
  - SG-1000-24 - SG-1000の24フレット仕様
  - SG-1600
  - SG-2500 - Tクロスメイプル・スルーネック仕様
  - SG-1300 - Tクロスメイプル・スルーネック仕様
  - SG-1300-24 - SG-1300の24フレット仕様
  - SG-1300T - SG-1300のロック式トレモロ仕様
- 1984年
  - SG-1300TS - ロック式トレモロ仕様（限定生産モデル）
  - SG-710T - SG-700のロック式トレモロ仕様。関東甲信越地区限定発売
  - SG-1000X - SG-1000のロック式トレモロ仕様。関東甲信越地区限定発売
SG-1000XU - うじきつよしモデル
SG-1000XY - 山本恭司モデル
  - SG-1000NW - ボディトップ材にカーリー・メイプルまたはキルテッド・メイプルの２ピースを用いた限定生産モデル
- 1985年
  - SG-1966 - ヤマハ渋谷店20周年記念として限定発売されたモデル
  - TSG - ヤマハエレキギター20周年記念モデル。SGという名は付いているが、ボディシェイプが通常のSGと異なる。
- 1988年
  - SG-I - 野呂一生モデル。SGという名は付いているが、ヘッド/ボディシェイプやポジションマークのデザイン、ピックアップ構成などは別物（ＨＳＨ配列）。ボディはセミ・ホロウ構造。ロック式トレモロ仕様。
  - SG-T - 高中正義モデル。ボディグラフィック、ピックアップ構成などが別物（ＨＳＨ配列）。ロック式トレモロ仕様。
- 1991年
  - SG-25S - ヤマハSG発売25周年記念限定モデル。ボディトップのアバロン・バードインレイが特徴。ベース機はSG-3000。
  - SG-25T - ヤマハSG発売25周年記念限定モデル。ピックアップがＨＳＨ配列。ロック式トレモロ、Tクロスメイプル・スルーネック仕様。
- 1996年
  - SG-175B - ヤマハエレキギター30周年記念限定モデル。カルロス・サンタナのカスタムメイドSGのレプリカ・モデル（ベースモデルはSG-2000）。ボディトップのブッダ（仏陀）インレイが特徴。
- 1998年
  - SG-2000MT - 高中正義モデル（初の公式認定モデル）。SG-2000をベースに製作された。
  - SG-T2 - 高中正義モデル。前述のSG-Tにアクティブ回路を搭載し、ロック式トレモロユニットを最新型に変更したモデル。
- 2003年
  - SG-2004 - SG-175発売30周年記念限定モデル。ボディトップ材はキルテッド・メイプル２ピース。

- 2010年2月、SG3000/2000/1000の生産完了が発表され、同年9月、SG1820/1802/1820Aが発売。

## 特筆すべき使用ミュージシャン
- ボブ・マーリー - SG-1000を使用。
- カルロス・サンタナ - 1970年代から1980年代初頭に、カスタムメイドSG（ベースはSG-175）を使っている様子が、日本のギター雑誌で度々紹介されていた。ブッダのインレイが施されたり、24フレット仕様であったりと、市販のSGとは大きく異なる。
- クリス・ポーランド（英語版） - 多くのヤマハ製ギターを所有するが、ステージではSGのカスタムモデルを複数使用する。メインで使用するSGはゴールドトップで、セミホロウ構造にfホールを開けフロイドローズを装着した、オリジナルモデルを使用。
- ジョン・フルシアンテ - 2010年からSG-2000とSG-1500を使用。
- 加瀬邦彦 - SG-12Aを使用。
- 高中正義 - カスタムメイドのブルーのSGを使ったプレイで、1980年代のギター小僧の心を鷲掴みにした。
- 野呂一生 - カシオペアがアマチュア時代に出場した日本楽器製造（ヤマハ）東京支店主催のバンドコンテスト「EastWest '76」でベストギタリスト賞を獲得して、賞品として発売直前のSG-2000を貰い、その世界初ユーザーとなる。そしてこのSG2000をメインに使用し続けながらプロデビューを果たす。その後SG-3000プロト・2000フレットレス、3000をベースにしたオリジナルモデルSG-IとIN-1を使用、現在はIN-1と併行してボディ・シェイプはSGオリジナルでボディ内部をセミホロウ構造にfホールを開けたオリジナルモデル（野呂一生はこれをSG-Mellowと命名）フレッテッドとフレットレスを使用。
- デイヴ・メニケッティ - サンフランシスコのハードロック・バンド、Y&Tのリードギタリスト。SG-2000を使用。
- ヒダカトオル - ほとんどの場面で、SG-45を使用。
- 吉野寿 - eastern youthのギター・ボイス担当。後述のジェイク・バーンズの影響でYAMAHA SGを手にする。
- 北島健二 - SG-1000をベースにした、YAMAHA ART製作によるプロトタイプを使用。
- ジェイク・バーンズ - スティッフ・リトル・フィンガーズのVo/G担当。YAMAHA SG2000を使用。
- 山本恭司 - SG1000XY・フェニックスを使用。
- ジョン・マッギオーク - SG-1000を使用。
- カート・ローゼンウィンケル
- 増尾好秋 - 1970年代にヤマハとのエンドース契約によりSG-2000を使用していた。